# 谢希仁
谢希仁（1931年—），男，福建晋江人，中国通信与电子系统专家，曾任中国人民解放军通信工程学院教授、博士生导师。